# Camió articulat

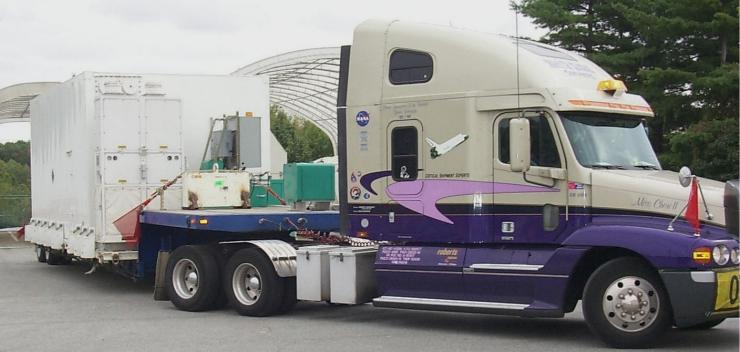
Camió articulat amb dormitori darrere de la cabina

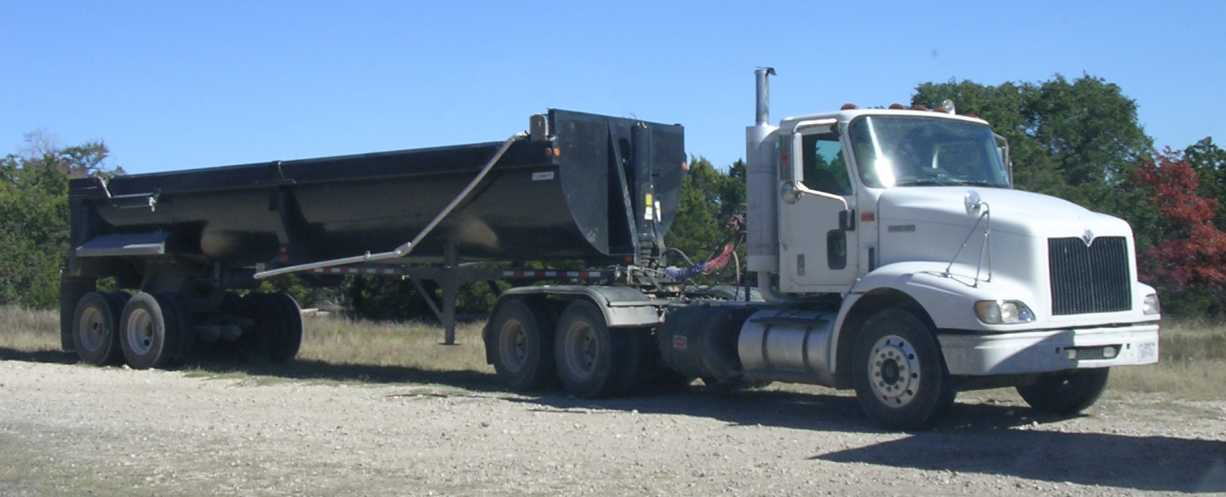
Camió articulat amb un tràiler d'abocador

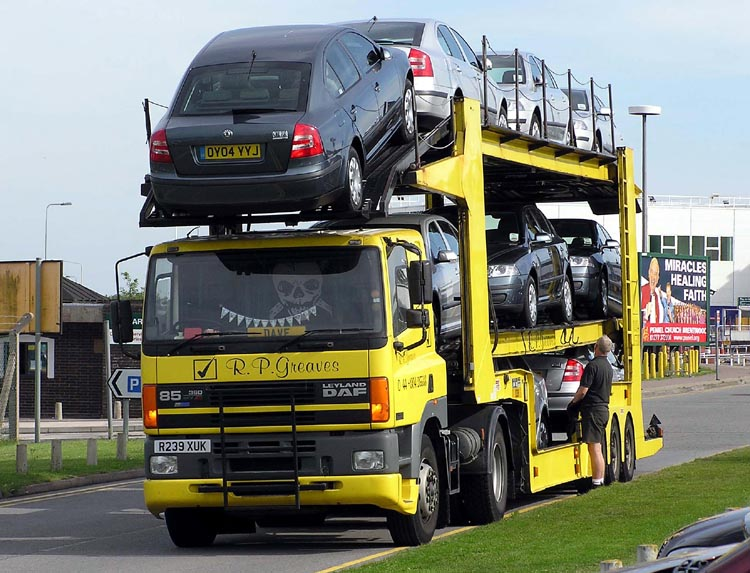
Camió articulat transport de cotxes

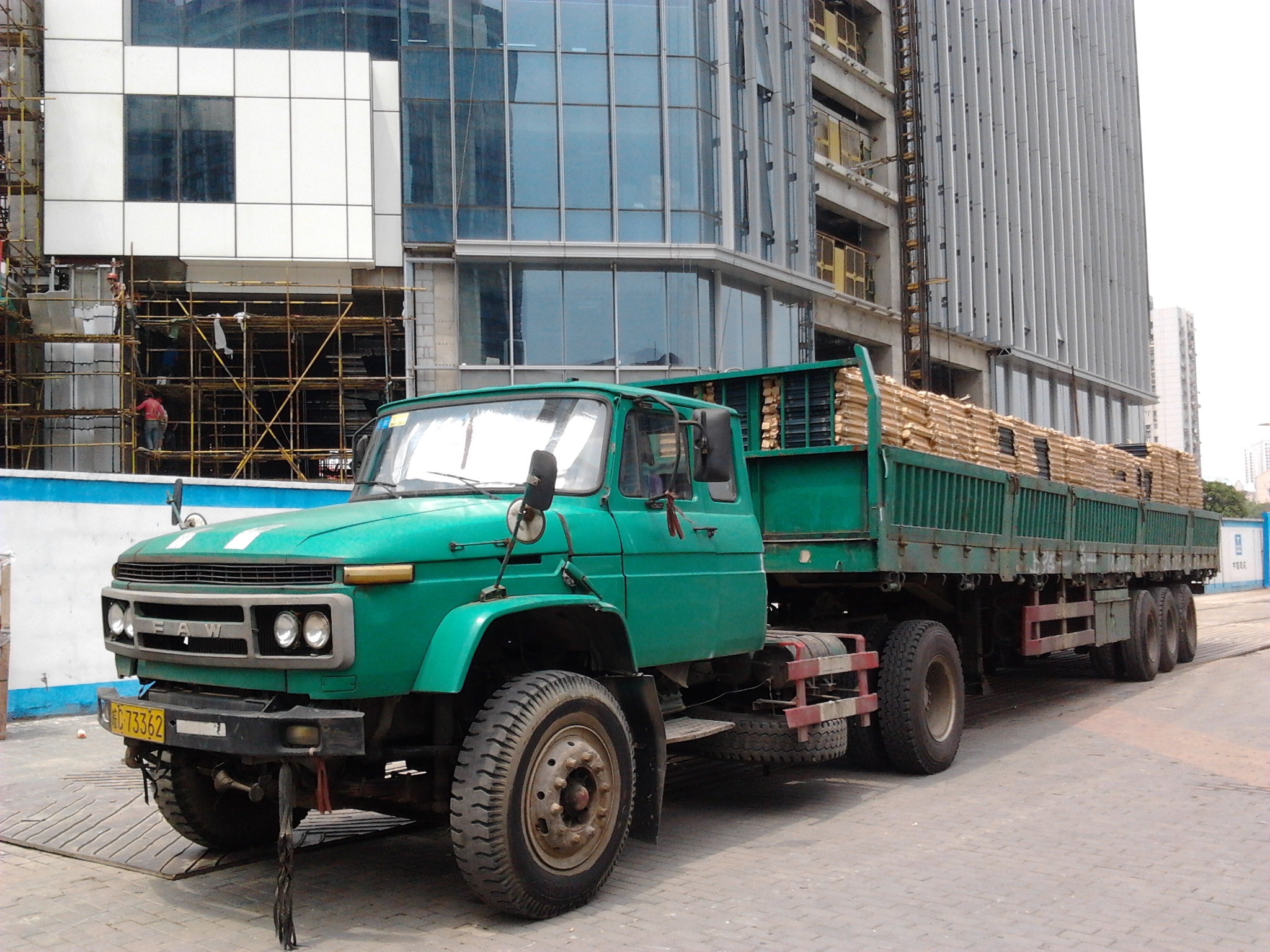
Camió articulat FAW a la Xina

Un camió articulat és la combinació d'una unitat de tractor i un o més semi-tràilers per portar càrrega. És conegut com a transport truck al Canadà; semi or single truck a Austràlia; semi, tractor-trailer, big rig, o eighteen-wheeler als Estats Units; i articulated lorry (camió articulat) a Gran Bretanya i Irlanda.
El semi-tràiler es subjecta al tractor amb una cinquena roda, amb una gran part del seu pes aguantat pel tractor. El resultat és que ambdós, tractor i semi-tràiler, tenen un disseny clarament diferent del d'un camió rígid amb tràiler d'una sola peça. El disseny del tractor-cabina més comú té un motor davanter, un eix de direcció, i dos eixos de tracció. La cinquena roda en la majoria dels camions tractors va en la línia davant darrere, per permetre l'ajust de la distribució del pes sobre el seu eix o eixos.

## Videojocs inspirats
- 18 Wheels of Steel series
- American Truck Simulator
- Big Rigs: Over the Road Racing (2003)
- Euro Truck Simulator
- Euro Truck Simulator 2
- Hard Truck (1998)
- MotorStorm i MotorStorm: Pacific Rift
- Rig 'n' Roll (2009)
- Rigs of Rods[3]